# Centrotoclytus interruptus
Centrotoclytus interruptus är en skalbaggsart som beskrevs av Aurivillius 1925. Centrotoclytus interruptus ingår i släktet Centrotoclytus och familjen långhorningar.
Artens utbredningsområde är Brunei. Inga underarter finns listade.